# كارفور مونتان
 كارفور مونتان  هي شركة فرنسية لمحلات القرب تابعة لمجموعة كارفور، وقد ظهرت هذه الشركة بهذف منافسة كل من شيربا التابعة لمجموعة كازينو